# إسمرالداس
إسمرالداس (بالإسبانية: San Mateo de las Esmeraldas )‏ هي مدينة، تتبع مقاطعة إسمرالداس، وEsmeraldas Canton ‏، هي عاصمة مقاطعة إسمرالداس، بلغ عدد سكانها 154٬035 نسمة، في 2010، رمزها البريدي هو EC080150.

## المناخ
يظهر الجدول التالي التغييرات المناخية على مدار السنة لإسمرالداس:
| البيانات المناخية لـإسمرالداس     | البيانات المناخية لـإسمرالداس | البيانات المناخية لـإسمرالداس | البيانات المناخية لـإسمرالداس | البيانات المناخية لـإسمرالداس | البيانات المناخية لـإسمرالداس | البيانات المناخية لـإسمرالداس | البيانات المناخية لـإسمرالداس | البيانات المناخية لـإسمرالداس | البيانات المناخية لـإسمرالداس | البيانات المناخية لـإسمرالداس | البيانات المناخية لـإسمرالداس | البيانات المناخية لـإسمرالداس | البيانات المناخية لـإسمرالداس |
| الشهر                             | يناير                         | فبراير                        | مارس                          | أبريل                         | مايو                          | يونيو                         | يوليو                         | أغسطس                         | سبتمبر                        | أكتوبر                        | نوفمبر                        | ديسمبر                        | المعدل السنوي                 |
| --------------------------------- | ----------------------------- | ----------------------------- | ----------------------------- | ----------------------------- | ----------------------------- | ----------------------------- | ----------------------------- | ----------------------------- | ----------------------------- | ----------------------------- | ----------------------------- | ----------------------------- | ----------------------------- |
| متوسط درجة الحرارة الكبرى °م (°ف) | 28 (82)                       | 28 (82)                       | 28 (82)                       | 28 (83)                       | 28 (82)                       | 28 (82)                       | 28 (82)                       | 28 (82)                       | 28 (82)                       | 28 (82)                       | 28 (82)                       | 28 (82)                       | 28 (82)                       |
| متوسط درجة الحرارة الصغرى °م (°ف) | 24 (75)                       | 24 (75)                       | 24 (75)                       | 24 (76)                       | 24 (75)                       | 24 (75)                       | 23 (74)                       | 23 (74)                       | 23 (74)                       | 24 (75)                       | 24 (75)                       | 24 (75)                       | 24 (75)                       |
| معدل هطول الأمطار مم (إنش)        | 89 (3.5)                      | 89 (3.5)                      | 140 (5.6)                     | 74 (2.9)                      | 53 (2.1)                      | 33 (1.3)                      | 20 (0.8)                      | 15 (0.6)                      | 15 (0.6)                      | 10 (0.4)                      | 10 (0.4)                      | 23 (0.9)                      | 571 (22.6)                    |
| المصدر: Weatherbase               |                               |                               |                               |                               |                               |                               |                               |                               |                               |                               |                               |                               |                               |

## مدن توأم
المدن التوأم:
- سانتياغو دي كوبا
- مونتفيدو.

## أعلام
- كارلوس تينوريو
- خوان كارلوس باريديس
- ألكساندر دومينغيز
- إيفان هورتادو
- فيليبي كايسيدو